# Tcheremchanka (république de l'Altaï)
Kalbalu
Tcheremchanka (en russe : Черемшанка), ou Kalbalu (en altaï méridional : Калбалу, Kalbalu), est un possiolok du raïon de Maïma de la république de l'Altaï, en Russie sibérienne. Il fait partie de l'établissement rural de Soïouzga, et sa population s'élevait à 100 habitants au recensement de 2021.

## Géographie
Le possiolok de Tcheremchanka se situe dans la république de l'Altaï, une république de Sibérie méridionale, en Russie. Il fait partie du district fédéral sibérien. Le possiolok fait partie du raïon de Maïma, le raïon de la république le plus au sud-ouest, qui compte 25 localités, avec Maïma comme centre administratif.
Il fait partie de l'établissement rural de Soïouzga, une municipalité, avec le possiolok de Soïouzga comme chef-lieu,.
Tcheremchanka, comme toute la république de l'Altaï, est située dans le fuseau horaire MSK+4 (heure de Krasnoïarsk). Le décalage horaire appliqué par rapport au temps universel coordonné est +07:00.

## Démographie
Recensements (*) et estimations de la population,,,
:
| 2002* | 2010* | 2012 | 2013 |
| ----- | ----- | ---- | ---- |
| 54    | 69    | 69   | 68   |

| 2014 | 2015 | 2016 | 2021* |
| ---- | ---- | ---- | ----- |
| 92   | 92   | 96   | 100   |

Concernant les ethnies, en 2002, sur les 54 habitants, il y avait 93 % de Russes,,,
.